# Wim Jansen
Wim Jansen, właśc. Wilhelmus Marinus Anthonius Jansen (ur. 28 października 1946 w Rotterdamie, zm. 25 stycznia 2022 w Hendrik-Ido-Ambacht) – holenderski piłkarz, grający na pozycji rozgrywającego, oraz trener piłkarski. Z reprezentacją Holandii, w której barwach rozegrał 65 meczów, zdobył wicemistrzostwo świata w 1974 i 1978 roku oraz brązowy medal mistrzostw Europy w 1976 roku. Przez piętnaście lat był zawodnikiem Feyenoordu. Trzykrotnie triumfował z nim w rozgrywkach o mistrzostwo kraju i raz w Pucharze Mistrzów i w Pucharze UEFA. Później był szkoleniowcem m.in. Feyenoordu i Celtic FC, z którym w 1998 roku zdobył mistrzostwo Szkocji.

## Sukcesy piłkarskie
- Klubowe:
- Puchar Mistrzów 1970,
- Puchar UEFA 1974
- mistrzostwo Holandii:
  - z Feyenoordem: 1969, 1971 i 1974,
  - z Ajaxem: 1982
- Puchar Holandii 1970, 1971 i 1972, oraz Puchar Interkontynentalny 1970
- Reprezentacja:
- wicemistrzostwo świata: 1974 i 1978
- brązowy medal mistrzostw Europy 1976

## Sukcesy szkoleniowe
- Feyenoord:
- półfinał Pucharu Zdobywców Pucharów 1992
- Puchar Holandii 1991 i 1992
- Celtic:
- mistrzostwo Szkocji 1998
- Puchar Ligi Szkockiej 1998